# دي جي يودا
دي جي يودا (بالإنجليزية: DJ Yoda)‏ هو دي جيه بريطاني، ولد في 1977 في لندن في المملكة المتحدة.

## وصلات خارجية
- الموقع الرسمي
- دي جي يودا على موقع ميوزك برينز (الإنجليزية)
- دي جي يودا على موقع أول ميوزيك (الإنجليزية)
- دي جي يودا على موقع ديسكوغز (الإنجليزية)